# Sant Roc (Alonso Berruguete)
Sant Roc és una talla policromada obra de l'escultor manierista Alonso Berruguete datada entre 1526 i 1532. Actualment forma part de la col·lecció permanent del Museu Frederic Marès.

## Descripció
La imatge representa Sant Roc recollint-se el vestit per ensenyar la nafra, el seu atribut més característic. Als peus hi ha representat el gos que li ofereix pa, sostenint-lo amb la boca, evocació de l'aliment que li va proporcionar quan va caure malalt a causa de la pesta. Per aquesta raó fou un dels sants més invocats contra aquesta malaltia.

## Anàlisi
En aquesta escultura, de gran qualitat, es manifesta el llenguatge artístic de Berruguete, tan personal i particular. La figura, de cànon allargat, gira sobre si mateixa eliminant qualsevol indici de frontalitat. L'anatomia és nerviosa, i el cos està carregat de tensions i moviment. Presenta un treball minuciós en el cap i les mans, parts sempre executades pel mestre tal com exigien els contractes de l'època. La policromia és de bona qualitat, i el mantell porta una orla amb decoracions vegetals sobre un fons blanc, solució utilitzada per l'artista en altres obres.
L'obra, que probablement va estar situada en una fornícula d'un retaule, s'ha relacionat amb les escultures del retaule major del monestir de San Benito de Valladolid, ara al Museo Nacional de Escultura de la mateixa ciutat, fet per l'artista i el seu taller entre el 1526 i el 1532, data al voltant de la qual segurament es va crear aquesta escultura.